# Erik Asmussen

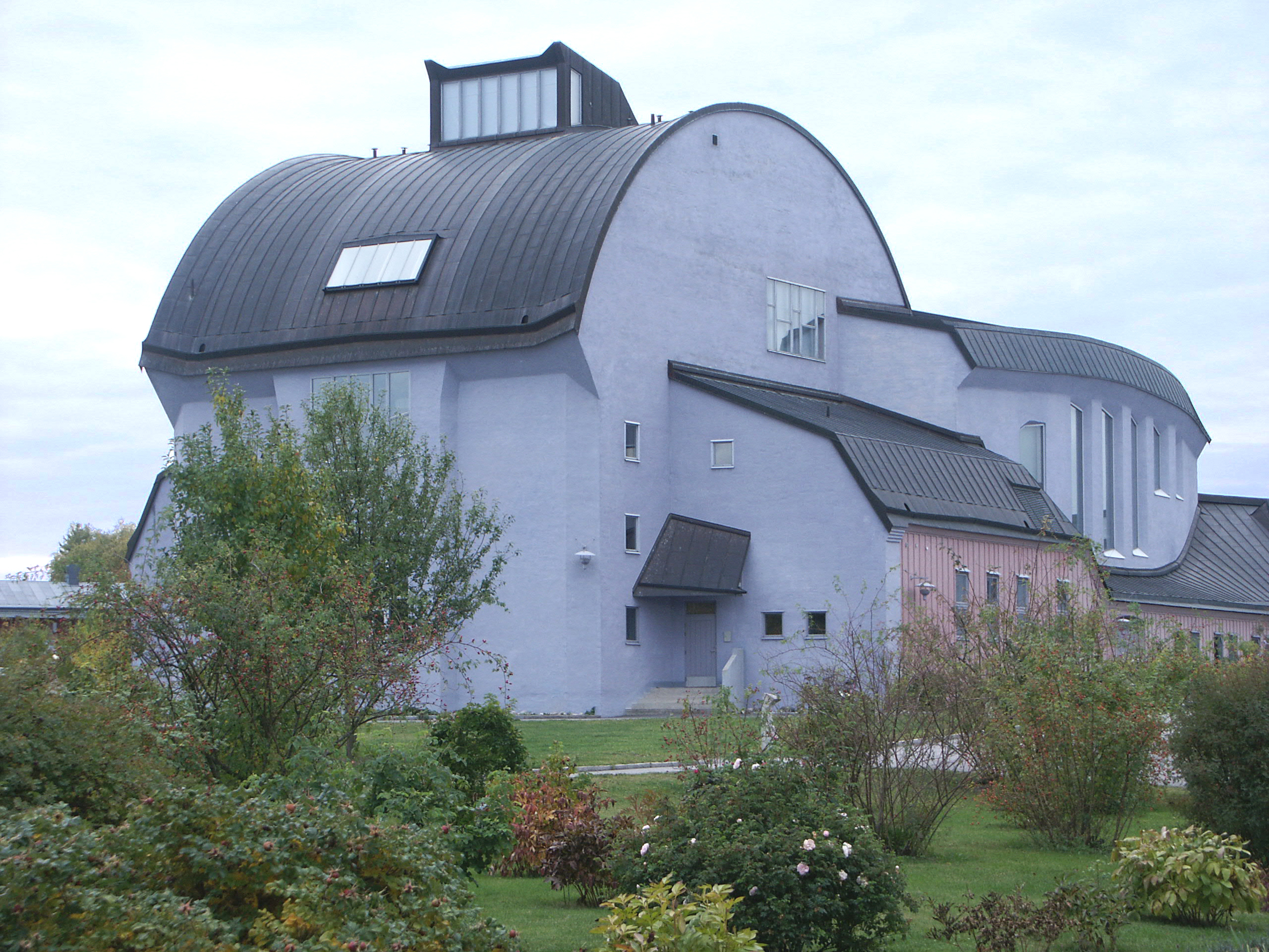
Kulturhaus in Ytterjärna

Erik „Abbi“ Asmussen (* 2. November 1913 in Kopenhagen; † 29. August 1998 in Järna, Schweden) war ein seit 1939 in Schweden tätiger dänischer Architekt. Er gilt als der Schöpfer einer neuen Variante der schwedischen Holzbautradition, die er aus anthroposophischer Inspiration heraus kreierte.

## Stil
Erik Asmussen arbeitete mit dem Künstler Arne Klingborg zusammen. Beide waren Verfechter der anthroposophischen Architektur und für Asmussen waren auch immer die Einbeziehung der Landschaft und die Traditionen des Ortes selbst bedeutsam. So arbeitete er stets mit der Natur und drückt das in einem Zitat aus: „Ziel ist es ..., danach zu streben, mittels Entwurf und Gebrauch der Formensprache eine anregende Umgebung zu schaffen, die dank ihrer speziellen Atmosphäre dazu dienen kann, genau die Tätigkeit zu inspirieren, für die das Gebäude vorgesehen ist“.
Für diese Grundsätze nutzte er die Farbgebung, das Material und die immer wiederkehrenden charakteristischen runden und prismatischen Formelemente.

## Werke
- „Rudolf Steiner Schule“ in Düsseldorf
- „Kulturhuset i Ytterjärna“ in Järna, Schweden
- „Kristofferskolan“ (Kristofferschule) in Bromma, Stockholm, Schweden
- „Örjanskolan“ in Järna, Schweden
- „Vidarklinik“ in Järna, Schweden
- „Rudolf Steiner Seminariet“ in Järna, Schweden

## Preise
- 1991 verlieh ihm die Christian-Albrechts-Universität zu Kiel den Henrik-Steffens-Preis.